# Le Garçon invisible : Deuxième génération
Série
Le Garçon invisible
(2014)
Pour plus de détails, voir Fiche technique et Distribution.
Le Garçon invisible : Deuxième génération (Il ragazzo invisibile - Seconda generazione) est un film fantastique italien réalisé par Gabriele Salvatores et sorti en 2018.
Il s'agit de la suite du film Le Garçon invisible du même réalisateur, sorti en 2014, et de l'adaptation du roman graphique italien éponyme d'Alessandro Fabbri, Ludovica Rampoldi et Stefano Sardo.

## Synopsis
Trois années se sont écoulées. Michele Silenzi a seize ans. Sa mère adoptive est morte dans un accident de voiture. Sa copine Stella a commencé à sortir avec Brando. Dans la classe de Michele arrive une nouvelle élève, une fille nommée Natasha. Lors d'une fête chez Brando, Natasha, qui a une capacité spéciale de pyrokinésie, allume un feu, provoquant une commotion, étourdit Michele, puis l'entraîne dans la maison, où se trouve également une femme nommée Elena (Ksenia Rappoport). Elena informe Michele qu'elle est sa mère et Natasha sa sœur....

## Fiche technique
Sauf indication contraire, les informations mentionnées dans cette section peuvent être confirmées par la base de données cinématographiques IMDb,  présente dans la section « Liens externes ».
- Titre français : Le Garçon invisible : Deuxième génération
- Titre original italien : Il ragazzo invisibile - Seconda generazione[1]
- Réalisateur : Gabriele Salvatores
- Scénario : Alessandro Fabbri (it), Ludovica Rampoldi (it), Stefano Sardo (it)
- Photographie : Italo Petriccione (it)
- Montage : Massimo Fiocchi (it)
- Musique : Federico De Robertis
- Décors : Rita Rabassini (it)
- Effets spéciaux : Víctor Pérez (en), Fabio Traversari
- Production : Francesca Cima, Nicola Giuliano (it), Carlotta Calori
- Société de production : Indigo Film (it), Rai Cinema
- Pays de production :  Italie
- Langue originale : italien
- Format : couleurs
- Durée : 100 minutes
- Genre : Fantastique
- Dates de sortie :
  - Italie : 4 janvier 2018

## Distribution
- Ludovico Girardello : Michele Silenzi
- Ksenia Rappoport : Yelena
- Kristof Konrad : Igor Zavarov
- Daniel Vivian (it) : Lobanowski
- Galatea Bellugi : Natasha
- Ivan Franek : Andreï
- Emilio De Marchi : Docteur KA
- Katia Mironova : Cinétique
- Dario Cantarelli : Morpheus
- Mikolaj Chroboczek : Rocher
- Matej Martinak : Libellule
- Noa Zatta : Stella Morrison
- Assil Kandil : Candela
- Filippo Valese : Martino Breccia
- Enea Barozzi : Brando Volpi
- Riccardo Gasparini : Ivan Casadio
- Valeria Golino : Giovanna Silenzi